# Герберт Вольфарт
Герберт Вольфарт «Персіфаль» (нім. Herbert Wohlfarth; 5 липня 1915, Канадзава, Японія — 13 серпня 1982, Філлінген) — німецький офіцер-підводник, капітан-лейтенант крігсмаріне (1 жовтня 1940). Кавалер Лицарського хреста Залізного хреста.

## Життєпис
1 липня 1934 року поступив на флот фенрихом. 1 жовтня 1936 року переведений у лейтенанти. Служив на броненосці «Адмірал граф Шпєє». У травні 1937 року переведений в підводний флот. Служив ад'ютантом 3-ї флотилії, а у вересні 1938 року став вахтовим офіцером підводного човна U-16.

## Друга світова війна
19 жовтня 1939 року призначений командиром підводного човна U-14, на якій зробив 4 походи (провівши в морі загалом 61 добу).
У перших 3 походах до берегів Шотландії і Норвегії Вольфарт потопив 9 невеликих суден.
З 15 червня по 14 грудня 1940 року — командир невеликого підводного човна U-137 (Тип II-B). На ньому він здійснив три походи (38 діб у морі). Потопив сім суден (загальною водотоннажністю 25 465 брутто-реєстрових тонн) і тяжко пошкодив допоміжний крейсер «Чешир» (10 552 брт)
6 лютого 1941 Вольфарт прийняв командування над підводним човном U-556 (Тип VII-C). У своєму 1-му поході в Атлантику потопив чотири судна (загальною водотоннажністю 18583 брт.) та пошкодив ще два. 15 травня 1941 нагороджений Лицарським хрестом Залізного хреста.
26 травня опинився, за наказом, у точці полювання англійських кораблів на «Бісмарк», не зміг надати йому допомогу через відсутність торпед випущених у попередні дні.
У підводному флоті отримав прізвисько «Персіфаль».
27 червня 1941 року, через 9 днів після початку 2-го походу, підводний човен Вольфарта був атакований на південний захід від Ісландії британськими корветами «Нестартіум», «Кілендайн» і «Гладіолус». Човен отримав важкі ушкодження, і Вольфарт віддав наказ про капітуляцію.
Загалом за час військових дій Вольфарт потопив 21 судно загальною водотоннажністю 66032 брт і пошкодив три судна водотоннажністю 20 455 брт.
Утримувався в різних британських і канадських таборах. У липні 1947 року звільнений.

## Нагороди
- Медаль «За вислугу років у Вермахті» 4-го класу (4 роки; 31 березня 1937)
- Залізний Хрест 2-го класу (6 жовтня 1939)
- Нагрудний знак підводника (20 грудня 1939)
- Медаль «У пам'ять 1 жовтня 1938» (20 грудня 1939)
- Тричі відзначений у Вермахтберіхт (26 вересня 1940, 20 грудня 1940 і 23 травня 1941)
- Залізний Хрест 1-го класу (1 жовтня 1940)
- Лицарський хрест Залізного хреста (15 травня 1941)
- Хрест «За військові заслуги» (Італія) (1 листопада 1941)